# Friedrich Hölderlin
Johann Christian Friedrich Hölderlin (ur. 20 marca 1770 w Lauffen am Neckar, zm. 7 czerwca 1843 w Tybindze) – niemiecki poeta, uznawany za jednego z prekursorów klasyki weimarskiej oraz romantyzmu.

## Życiorys
Urodził się w rodzinie mieszczańskiej, po drugim zamążpójściu matki rodzina przeniosła się do Nürtingen, gdzie Hölderlin rozpoczął edukację. Później uczęszczał do poklasztornych szkół w Denkendorfie i Maulbronnie, następnie w latach 1791–1793 studiował m.in. teologię, filozofię, biblistykę i filologię klasyczną na Uniwersytecie w Tybindze. W okresie studiów zaprzyjaźnił się z Heglem i Schellingiem, z którymi dzielił zainteresowanie filozofią. Mówi się o wzajemnym wpływie przyjaciół na siebie, to właśnie dzięki Hölderlinowi Hegel miał zwrócić uwagę na filozofię Heraklita, której pewne elementy następnie rozwinął we własną koncepcję dialektyki.
Mimo dobrych wyników w nauce i woli matki, która planowała dla niego karierę duchownego, Hölderlin postanowił porzucić dotychczasową drogę i zostać poetą. Ze względu na trudności z utrzymaniem się z poezji w owym czasie, pracował jako guwerner w czterech kolejnych domach.
Od 1793 roku przez następnych 10 lat kilkakrotnie zmieniał miejsce pobytu. Od 1794 do 1795, dzięki protekcji Schillera, obejmował posadę guwernera u rodziny von Kalb w Walterhausen w Turyngii, kilka miesięcy przebywał w Jenie, aby być w pobliżu Schillera. Od 1796 do 1798 r. pracował u Jakoba Gontarda we Frankfurcie nad Menem, gdzie zakochał się w żonie chlebodawcy. Susette Gontard stała się inspiracją dla młodego twórcy – to ona była pierwowzorem Diotymy, jednej z bohaterek Hyperiona. W latach 1798–1800 Hölderlin gościł u przyjaciół (Isaaka Sinklaire’a i Ulricha Böhlendorffa) w Homburgu i w 1800 roku u innego przyjaciela, Christiana Landauera w Stuttgarcie. W 1801 ponownie podjął pracę – w domu kupca w Hauptwilu w Szwajcarii i wreszcie w 1802 – u niemieckiego konsula Meyera w Bordeaux we Francji. W przerwach między wspomnianymi okresami przebywał u matki w Nürtingen. Już wtedy pojawiły się u niego pierwsze symptomy choroby umysłowej, początkowo zdiagnozowanej jako hipochondria.
Obok poezji, Höderlin wiele czasu poświęcał studiom filozoficznym, przekładom literatury antycznej, a także intensywnym pieszym wędrówkom. Zakończony gwałtownym rozstaniem w 1800 r. romans z Susette przyczynił się do pogorszenia równowagi psychicznej poety.
Zimą na przełomie lat 1801–1802 odbył wyczerpującą pieszą wędrówkę do Bordeaux, gdzie przepracował trzy miesiące, a następnie od maja do lipca przewędrował ponownie przez góry do Niemiec. Wyprawa ta i związany z nią długotrwały wysiłek spowodowała nasilenie się choroby psychicznej Hölderlina. Czynnikiem, który pogrążył go jeszcze bardziej była otrzymana w międzyczasie wiadomość o śmierci Susette Gontard. Do Nürtingen dotarł już w stanie kompletniej nieświadomości – matka i siostra odnalazły go przypadkiem błąkającego się nad rzeką. Doznawał zaników pamięci, dziwacznych wizji, nagłych ataków szału, napadów słowotoku. Kolejne lata, do roku 1807, były przeplatane okresami względnej świadomości i ataków nasilającej się choroby. Tłumaczył jeszcze w tym czasie greckie tragedie i pisał wiersze. W 1804 r. otrzymał posadę bibliotekarza na dworze landgrafa Hesji-Homburg Fryderyka V w Homburgu, stale pozostając pod pieczą przyjaciół. Gdy obłęd pogłębił się do stopnia nie dającego nadziei na poprawę, poetę przeniesiono do Tybingi, gdzie pozostał już do końca życia. Początkowo był leczony w klinice uniwersyteckiej pod pieczą jej kierownika prof. Autherietha, a następnie, kiedy dalsza opieka medyczna stała się bezcelowa – niemal 36 lat – przebywał w domu stolarza Zimmera (który jako jeden z niewielu współczesnych poecie zachwycił się jego Hyperionem), zbudowanym na pozostałościach muru miejskiego w miejscu, gdzie wcześniej znajdował się bastion i z tego powodu nazywanym „wieżą”. W tym czasie pisywał już tylko mało wartościowe wiersze, mówił sam do siebie, wobec odwiedzających go z rzadka ludzi był nienaturalnie pokorny i uprzejmy. Rodzina Zimmera – w szczególności jego córka Lotte – opiekowała się nim aż do śmierci w 1843 roku. Młodemu poecie i wielbicielowi Hölderlina, odwiedzającemu go w „wieży” Wilhelmowi Waiblingerowi, zawdzięczamy opis ostatnich lat jego życia w książce Hölderlins Leben, Dichtung und Wahnsinn.
Hölderlin został pochowany na cmentarzu w Tybindze. W 1845 roku przyrodni brat postawił na grobie skromny pomnik. W latach 2019–2020 odnowiono pomnik i metalowy krzyżyk oraz otoczenie grobu.

## Twórczość
Wszystkie znaczące utwory Hölderlina powstały na przestrzeni 10 lat – od 1793 do 1803 r. W okresie przed chorobą ukazała się jedynie powieść epistolarna Hyperion (t. 1 – 1797, t. 2 – 1799). W tym czasie poeta napisał też ponad 200 wierszy różnej długości, dokonał kilku przekładów antycznych tragedii (najbardziej znanymi są wydane w 1804 r. Antygona i Król Edyp Sofoklesa). Część utworów pisanych już w trakcie zaostrzenia się objawów choroby nie została dokończona. Po 1807 roku powstawały na ogół tylko krótkie formy, często rymowane, o banalnej tematyce (np. opisujące pory roku), sygnowane fantastycznymi nazwiskami.
Jednym z najbardziej poruszających i uznawanych za najpiękniejszy wiersz poety jest elegia Brot und Wein (Chleb i wino), jak większość jego utworów, opisująca piękno Natury i związek z nią człowieka – a wszystko to przez pryzmat mitologicznej symboliki.
Pisarstwo Hölderlina osnute jest wokół tradycji greckiej – zarówno w swej tematyce, jak i sposobie pisania. W swych wierszach stosował antyczne gatunki literackie (epigram, hymn, oda, elegia) oraz strofy i stopy metryczne. Przykładał wielką wagę do metryki i rytmu wiersza, na plan dalszy odsuwając prostotę utworów rymowanych. Język Hölderlina również nie był jasny i czytelny (można dopatrywać się przyczyn tego stanu w chorobie psychicznej). Zawiłość myśli, bogactwo słów, mnogość metafor i odwołań do mitologii stały się znakiem rozpoznawczym Hölderlina – taki sposób pisania przyczynił się do określania go mianem poety „trudnego w odbiorze”. Mroczna wizja ludzkiej natury, pierwotny związek człowieka z przyrodą, swoisty „letarg” uczuć wyższych, ale także piękno ziemi niemieckiej, odwołania do filozofii – to wątki stale pojawiające się w jego twórczości.

## Recepcja na przestrzeni lat
Twórca nie został doceniony za życia, jeśli nie liczyć jednostkowej pozytywnej opinii o elegii Chleb i wino, wyrażonej przez niemieckiego romantyka Clemensa Brentano, czy chwilowych egzaltacji młodych poetów (Wilhelm Waiblinger). Przeciwnie – spotykał się z niechęcią wielkich tego okresu, takich jak Johann Wolfgang von Goethe i Friedrich Schiller (Schiller użył jednak swych wpływów i pomógł Hölderlinowi w publikacji kilku wierszy oraz zaprotegował go na posadę wychowawcy syna Charlotte von Kalb). Uchodził za naśladowcę Schillera i był z tego powodu ignorowany. Długoletnia choroba sprawiła, że nie trafił do świadomości czytelników i został na lata zapomniany. Jego wiersze pojawiały się sporadycznie w almanachach poetyckich, zebrane poezje wydano po raz pierwszy staraniem przyjaciół w 1826 r. Pierwszy obszerny zbiór dzieł poety wraz z monografią ukazał się w latach 1846–1848, choć dopiero pod koniec wieku XIX świat zapoznał się z nimi szerzej. Za „odkrywców” Hölderlina uchodzą m.in. Friedrich Nietzsche i Wilhelm Dilthey, a później zachwyciły się nim takie sławy literackie jak Rainer Maria Rilke i Thomas Mann. Krótko przed I wojną światową ukazało się opracowanie dzieł Hölderlina autorstwa filologa Norberta von Hellingartha, które rozpoczęło serię pochlebnych publikacji krytyczno-literackich na jego temat. Fascynacja Hölderlinem nie ominęła ówczesnych filozofów, jak np. Martin Heidegger, Hans-Georg Gadamer, Theodor Adorno, György Lukács oraz pisarzy, m.in. Heinricha Manna i Hermanna Hesse.
Po II wojnie światowej nastąpił spadek zainteresowania jego twórczością, gdyż kojarzyła się z III Rzeszą – wersami Hölderlina posługiwała się bowiem nazistowska propaganda – Goebbels nazwał poetę „wielkim chorążym Tysiącletniej Rzeszy”...

## Hölderlin na polskim gruncie
Za życia poety i przez wiele lat po jego śmierci polscy czytelnicy nie mieli możliwości zapoznania się z twórczością poety. Dopiero w latach 30. XX wieku Stefan Napierski dokonał przekładu pojedynczych wierszy, zamieszczonych w antologii poezji niemieckiej. Następnie w latach 60. opublikowano większy zbiór utworów w tłumaczeniu i opracowaniu krytycznym Mieczysława Jastruna.
W 1976 r. ukazał się przekład Hyperiona i wyboru listów poety autorstwa Wandy Markowskiej i Anny Milskiej, zatytułowany Pod brzemieniem mego losu, w latach 80. wybór wierszy w tłumaczeniu Bernarda Antochewicza, a w latach 90. tomik Fale nieba w przekładzie Andrzeja Pańty i duży zbiór Poezje (1998) w przekładzie i opracowaniu Andrzeja Lama. Drugie, poszerzone wydanie pod tytułem Nocny wędrowiec (2002) zawiera ponad 200 wierszy; najnowsze, Poezje zebrane (2014) z ok. 300 wierszami, biografią autora i metrykami tekstów, jest jedynym dostępnym w języku polskim pełnym wydaniem poezji Hölderlina. W 2003 r. ukazał się wybór 85 wierszy w dwujęzycznej edycji, tłumaczonych i opracowanych przez Antoniego Liberę, pod tytułem Co się ostaje, ustanawiają poeci.
Trzy ujęcia nieukończonej tragedii Śmierć Empedoklesa, która powstawała w latach 1797–1800, wraz z zachowanymi projektami całości, przełożył i opatrzył komentarzem Andrzej Lam (2014). W 2014 roku ukazały się Poezje zebrane w tłumaczeniu Andrzeja Lama.
W 2007 roku ukazała się w tłumaczeniu Tadeusza Zatorskiego książka Wilhelma Waiblingera Życie, poezja i obłąkanie Friedricha Hölderlina.

## Wybrane utwory
- Hyperion(inne języki) – 1797–99
- Da ich ein Knabe war… (Gdy byłem chłopcem…) – 1798
- Buonaparte – 1798
- Der Mensch* (Człowiek) – 1798
- Der Abschied (Pożegnanie) – 1800
- Rückkehr in die Heimath (Powrót do ojczyzny) – 1800
- Brod und Wein(inne języki) (Chleb i wino) – 1800-01
- Die Wanderung(inne języki) (Wędrówka) – 1801
- Andenken(inne języki) (Wspomnienie) – 1803
- Antygona, Król Edyp (przekład dramatów Sofoklesa) – 1804
- Der Adler (Orzeł) – 1803–06 (niedokończony)